# غوردون هيوز
غوردون هيوز (بالإنجليزية: Gordon Hughes)‏ (19 يونيو 1936 في المملكة المتحدة - ) هو لاعب كرة قدم بريطاني في مركز جناح ‏. لعب مع ديربي كاونتي ونيوكاسل يونايتد ولينكولن سيتي أف سي وتولو تاون ‏ ونادي بوسطن يونايتد.

## وصلات خارجية
- غوردون هيوز على موقع قاعدة بيانات كرة القدم.إي يو (الإنجليزية)